# فارييشن بيوتكنولوجيز
فارييشن بيوتكنولوجيز (بالإنجليزية: Variation Biotechnologies)‏؛ شركة أمريكية خاصة لصناعة الأدوية البيولوجية، يقع مقرها في مدينة كامبريدج في ولاية ماساتشوستس في الشمال الشرقي للولايات المتحدة، ولها مرافق بحثية في أوتاوا وأونتاريو الكنديتين، وموقع للبحث والتصنيع في مدينة رحوفوت في إسرائيل. يضم مرفقها في أوتاوا العاصمة الاتحادية الكندية ما يقرب من ثلاثين باحثًا يعملون مع «المجلس القومي للبحوث في كندا»، وهو المرفق الذي يعكف منذ بداية عام 2020 على على تطوير وإنتاج لقاح VBI-2902 الخاص بمرض فيروس كورونا. في أغسطس 2020، تلقت الشركة من الحكومة الفدرالية الكندية 56 مليون دولار كندي لدعم أبحاث وإنتاج اللقاح.